# Hunslet Engine Company
Hunslet Engine Company — британская машиностроительная компания, специализирующаяся на производстве железнодорожных локомотивов. Основана в 1864 году в Ханслете, районе города Лидс (Англия). Более 100 лет производила маневровые паровозы, в настоящее время производит маневровые тепловозы.
По состоянию на 2012 год компания входит в LH Group. Дочерняя компания The Hunslet Steam Company занимается изготовлением и ремонтом паровозов.

## История

### Ранние годы: 1864—1901
Hunslet Engine Company была основана в 1864 году на Джека-лейн в Ханслете, южном районе Лидса (Западный Йоркшир, Англия) инженером Джоном Таулертоном Лезером (John Towlerton Leather). На должность начальника производства своей новой компании он назначил Джеймса Кэмпбелла (James Campbell).
Первым локомотивом, построенным компанией, стал в 1865 году стал танк-паровоз типа 0-3-0 для стандартной колеи, названный Linden. Его заказала общественная железнодорожная компания Brassey and Ballard. Другими клиентами Hunslet в первые годы также были общественные железные дороги и угольные шахты. Маневровые и промышленные паровозы для стандартной колеи стали основной продукцией компании на долгие годы.
В 1871 году Джеймс Кэмпбелл выкупил компанию за 25 000 фунтов стерлингов, и долгие годы фирма оставалась семейным предприятием Кэмпбеллов. Между 1865 и 1870 компания выпускала не более 10 паровозов в год, но в 1871 году этот показатель вырос до 17 и в последующие годы повышался, достигнув в максимуме 34 штук.
В 1870 году Hunslet построила первый узкоколейный локомотив Dinorwic, рассчитанный на колею 578 мм. Этот танк-паровоз типа 0-2-0 предназанчался для карьера Dinorwic Slate Quarries в Лланберисе. Локомотив позднее переименовали в Charlie, он стал первым из двадцати аналогичных паровозов, построенных для этого карьера. Этот заказ позволил Hunslet зарекомендовать себя как крупного производителя карьерных локомотивов. Dinorwic Slate Quarries соединялся с портом Dinorwic железной дорогой с колеёй 1219 мм, и Hunslet построил для неё три локомотива типа 0-3-0: Dinorwic, Padarn и Velinheli. В 1882—1883 годах компания изготовила локомотивы типа 0-4-0ST Charles, Blanche и Linda. Эти паровозы, гораздо более крупные, чем обычно использовались на колее 578 мм, предназначались для «главного пути» Penrhyn Quarry Railway, соединявшего Бетесду и Порт-Пенринт в Северном Уэльсе..
Большое число короткобазных танк-паровозы типа 0-3-0 были поставлены для Манчестерского канала в 1881 году.
Первым локомотивом Hunslet, отправленным на экспорт, стал № 10, паровоз типа 0-2-0ST, доставленный через Холл и Роттердам на Яву. К 1902 году Hunslet поставлял локомотивы более чем в 30 стран мира, часто открывая новые рынки. В Ирландию Hunslet поставляла локомотивы для нескольких новых узкоколейных линий, а также в 1887 году построила три необычных паровоза для монорельсов системы Лартига, используемых железными дорогами Листоуэла и Баллибаниона.
С 1873 года большое количество локомотивов Hunslet были отправлено в Австралию, где их использовали магистральных и местных линиях.

### 1901—1939
В 1901 году Джеймс Кэмпбелл по прежнему возглавлял компанию, в которой работали четверо его сыновей. Старший сын, Александр III, стал начальником производства после смерти в 1890 году его дяди, Джорджа Кэмпбелла. В 1902 году компания претерпела реорганизацию, превратившись в общество с ограниченной ответственностью Hunslet Engine Company Ltd., но по-прежнему оставшись семейным бизнесом. После смерти Джеймса Кэмпбелла в 1905 году главой компании стал Александр III, а начальником производства — его брат Роберт. Третий брат, Уилл Кэмпбелл, сохранил должность секретаря и коммивояжёра и место в совете директоров.
Примерно в это же время Hunslet строила танк-паровозы типа 1-3-1 для Государственной железнодорожной компании Сьерра-Леоне. Часть конструкторских наработок этой серии впоследствии были использованы при создании знаменитого паровоза Russell для колеи 597 мм, построенного для Portmadoc, Beddgelert and South Snowdon Railway.
Из-за разногласий в семье Уилл и младший брат Гордон вскоре покинули компанию, а Роберт перенёс серьёзную травму и оказался не в состоянии продолжать работу в качестве управляющего. Была объявлена вакансия начальника производства, и её в 1912 году занял Эдгар Алкок (Edgar Alcock), ранее работавший помощником управляющего Gorton Foundry, входящей в Beyer-Peacock. Алкок пришел в Hunslet в эпоху перемен, когда промышленность требовала всё более крупные и более мощные паровозы. Зарубежные заказчики требовали от Hunslet очень большие локомотивы. Например, Железная дорога из Антофагасты в Боливию заказала два танк-паровоза типа 1-4-2 массой 86 тонн.
Во время Первой мировой войны заграничные заказы перестали поступать. Компания, как и многие конкуренты, начала использовать в цехах труд женщин и производить боеприпасы. В ограниченном количестве изготавливались и локомотивовы, среди которых значимым заказом стали легкие узкоколейные паровозы типа 1-3-0Т для Лёгкой железной дороги Военного департамента.
После Первой мировой войны Hunslet вновь смогла привлечь зарубежных заказчиков, а также получила заказ на изготовление нескольких партий паровозов для London, Midland and Scottish Railway — суммарно 90 маневровых паровозов серии LMS Fowler Class 3F Jinty типа 0-3-0T. В 1930-е годы Hunslet построила свои крупнейшие локомотивы: два танк-паровоза типа 0-4-0 для погрузочно-разгрузочных работ в Китае. На момент постройки они стали крупнейшими танк-паровозами в мире. Год спустя та же конструкция послужила основой для тендерного паровоза типа 0-4-0 для Индии. В межвоенные годы поступили и другие заказы на крупные паровозы.
Экономическая депрессия 1920-30-х годов оказалась непреодолимой для части британских независимых локомотитвостроителей, и Hunslet приобретала образцы, авторские права и проекты других компаний, в том числе Kerr Stuart и Avonside Engine Co.

### 1930—2000
Джон Алкок сменил своего отца на посту начальника производства Hunslet в 1958 году. Он вспоминал, как отец говорил ему примерно в 1920 году, когда Джон еще был школьником, что его главной задачей компании было внедрение двигателя внутреннего сгорания. На протяжении 1930-х годов Hunslet работала над совершенствованием тепловоза.
Во время Второй мировой войны, компания вновь работала на оборону страны, производя боеприпасы и локомотивы, как паровые, так и дизельные. Заметным вкладом стало создание маневрового паровоза Austerity типа 0-3-0Т. Это была бюджетная версия паровоза 50550, который, в свою очередь, был развитием паровоза 48150, 16 экземпляров которого было построено еще до войны. За годы войны Hunslet изготовил 149 паровозов серии Austerity, ещё почти 200 было произведено на других заводах. В общей сложности между 1943 и 1964 года было выпущено 485 паровозов серии Austerity, более 70 экземпляров сохранилось до настоящего времени.
Создание локомотивов возобновилось после войны. Важной разработкой послевоенного времени стал взрывозащищенный тепловоз для использования в угольных шахтах. Были заказаны дополнительные партии паровозов Austerity для Национального угольного совета и армии, прошли модернизацию некоторые ранее выпущенные паровозы этой серии — эти работы продолжались и в начале 1960-х годов. Последние три паровода серии Austerity были проданы в 1970 году: один для передачи в музей, один на металлолом и один для Национального угольного совета.
Последним промышленным паровозом, построенным в Англии, стал изготовленный Hunslet в 1971 году локомотив для сахарной фабрики Trangkil в Центральной Яве (Индонезия).
Завот Hunslet на Джек-лейн в Лидсе был закрыт в 1995 году, последним заказом стала партия узкоколейных тепловозов для Лондонского метро.

### После 2000 года
В 2004 году Hunslet Engine Company была приобретена LH Group. Производство перебазировалось в Бартон-андер-Yидвуд, прочие службы остались в Лидсе.
В 2006 году компания произвела дистанционно управляемый маневровый тепловоз для John M. Henderson & Co. Ltd.. Он предназначался для коксохимического завода Posco в Южной Корее. В том же году были выполнены заказы на тепловозы для шахт.
В 2007 году Hunslet начала разрабатывать новое семейство локомотивов, начиная от маневровых тепловозов и заканчивая локомотивами массой до 100 тонн. Первый локомотив новой серии, трёхосный DH60C, был представлен в июле 2010 года.
Компания также предлагает локомотивы на прокат, в основном промышленные маневровые тепловозы (включая British Rail Class 08, приобретённый в 2006 году).
В 2012 году LH Group перешла под контроль Wabtec Corporation. Сумма сделки составила 48 млн долларов США. Компания владеет правами на имена и конструкции локомотивов ряда британских производителей, включая Andrew Barclay, Avonside Engine Company, North British Locomotive Company, Greenwood and Batley, Hudswell Clarke, John Fowler & Co., Kerr Stuart, Kitson & Co. и Manning Wardle. Осуществляется поддержка этих брендов и поставка запчастей к ним.
The Hunslet Steam Co.
The Hunslet Steam Co. является частью LH Group. Компания занимается строительством новых паровозов, их обслуживанием и производством котлов.

## Связанные компании

### Hunslet-Barclay Ltd
Hunslet-Barclay была приобретена группой Hunslet в 1972 году, её основной задачей было восстановление и ремонт дизельных пассажирских поездов на заводе Andrew Barclay Caledonia Works в Килмарноке. В 2003 году LH Group приобрела локомотивное подразделение компании. В октябре 2007 года Hunslet-Barclay была передана в конкурсное управление и в ноябре приобретена FKI, владельцем Brush Traction, и переименована в Brush-Barclay. В 2011 году Brush Traction и Brush-Barclay были проданы Wabtec Corporation.

## Сохранившиеся паровозы

### Сохранившиеся экземпляры
- № 1440 Airedale — хранится на Embsay & Bolton Abbey Steam Railway в Северном Йоркшире.
- № 1 Brookes
- № 11 — проходит косметический ремонт на Мидлтонской железной дороге в Ханслете, Западный Йоркшир.
- № 686 Lady Armaghdale — в статической экспозиции Severn Valley Railway в Хайли, Шропшир.
- № 1444 — рабочий экземпляр, находится в Оклендском музее транспорта и техники, Новая Зеландия.
- № 1800 — эксплуатируется на Nene Valley Railway в графстве Кембриджшир.
- № 1821
- № 1873 Джесси — эксплуатируется на Llangollen Railway в Северном Уэльсе.
- № 1982 Ring Haw — эксплуатируется на North Norfolk Railway в Норфолке, Восточная Англия.
- № 2705 Beatrice — эксплуатируется на Embsay & Bolton Abbey Steam Railway в Северном Йоркшире.
- № 2868 B&W Engineering
- № 3715 Primrose № 2 — проходит капитальный ремонт на Embsay & Bolton Abbey Steam Railway в Северном Йоркшире.
- № 3782 Arthur — проходит ремонт в Бакингемширском железнодорожном центре.
- № 3783 Darfield № 1 — эксплуатируется на Chasewater Railway в Стаффордшире.
- Holly Bank № 3 — эксплуатируется на Chasewater Railway в Стаффордшире.
- Jack’s Green — хранится на Nene Valley Railway в графстве Кембриджшир.
- Newstead
- Robert Nelson № 4

### Великобритания
Локомотивы Hunslet Engine Company эксплуатируются на следующих исторических железных дорогах Великобритании:
- Amberley Museum & Heritage Centre (паровозы, тепловозы, электровозы)
- Amerton Railway (паровозы, тепловозы)
- Appleby Frodingham Railway (тепловозы)
- Bala Lake Railway (паровозы)
- Buckinghamshire Railway Centre (паровозы, тепловозы)
- Corris Railway (тепловозы)
- Dean Forest Railway (паровозы, тепловозы)
- Фестиниогская железная дорога (паровозы, тепловозы)
- Hollycombe Steam Collection (паровозы)
- Kent and East Sussex Railway (паровозы)
- Launceston Steam Railway (паровозы)
- Leadhills and Wanlockhead Railway (тепловозы)
- Приозёрная железная дорога Лланбериса (паровозы)
- Llangollen Railway (паровозы)
- Мидлтонская железная дорога
- Peak Rail (паровозы, тепловозы)
- Ribble Steam Railway (паровозы, тепловозы)
- Rutland Railway Museum (паровозы, тепловозы)
- Snibston Discovery Museum (тепловозы)
- Сноудонская горная железная дорога (тепловозы)
- South Tynedale Railway (паровозы, тепловозы)
- Welsh Highland Heritage Railway (паровозы, тепловозы)
- Welshpool and Llanfair Light Railway (паровозы, тепловозы)
- West Lancashire Light Railway (паровозы)
- Woodhorn Narrow Gauge Railway (тепловозы)

### Шри-Ланка
- Железные дороги Шри-Ланки используют маневровые тепловозы Hunslet на большинстве сортировочных станций.

### Новая Зеландия
- NZR/PWD Y class № 542 (Hunslet № 1444) хранится в Оклендском музее транспорта и техники.

## Комментарии
1. ↑  Два локомотива эксплуатируются на Фестиниогской железной дороге, Charles хранится в Penrhyn Castle Railway Museum
2. ↑  Этот локомотив был приобретён Statfold Barn Railway в 2004 году и возвращён в Британию, где переделан под другую колею и переименован в Trangkil.[6]